# Dasychira sanguinea
Dasychira sanguinea är en fjärilsart som beskrevs av Erich Martin Hering 1926. Dasychira sanguinea ingår i släktet Dasychira och familjen tofsspinnare. Inga underarter finns listade i Catalogue of Life.